# Amaro
Amaro är en ort och en kommun i regionen Friuli-Venezia Giulia i nordöstra Italien och tillhörde tidigare även provinsen Udine som upphörde 2018. Kommunen hade 854 invånare (2018) och  gränsar till kommunerna Cavazzo Carnico, Moggio Udinese, Tolmezzo och Venzone. 